# Com'era verde il domani/Non si può dire
Com'era verde il domani/Non si può dire è un singolo di Wilma De Angelis pubblicato nel 1979 dalla casa discografica New Star Records.

## Tracce
1. Com'era verde il domani
2. Non si può dire